# László Paskai
László Paskai, O.F.M. (Szeged, 8 de maio de 1927 - Esztergom, 17 de agosto de 2015) foi um cardeal da Igreja Católica húngaro, arcebispo-emérito de Esztergom–Budapeste, primaz da Hungria.

## Biografia
Foi ordenado padre em 3 de março de 1951. Em 1978, é nomeado administrador apostólico de Veszprém, sendo consagrado bispo-titular de Bavagaliana, exercendo o cargo até 1979, quando se torna bispo de Veszprém. Em 1982, é elevado a arcebispo-coadjutor de Kalocsa, ficando assim até 1987, quando torna-se o arcebispo metropolita de Esztergom.
Foi criado cardeal em 1988 pelo Papa João Paulo II, com o título de Cardeal-presbítero de S. Teresa al Corso d’Italia, sendo-lhe imposto o barrete cardinalício em 28 de junho. Em 1993, a arquidiocese muda de nome, tornando-se a Arquidiocese de Esztergom–Budapeste. Resignou-se da arquidiocese em 2002.
Faleceu em 17 de agosto de 2015, pela manhã, de um câncer diagnosticado recentemente, em Esztergom. Ao saber da notícia da morte, o Papa Francisco rezou pelo repouso eterno de sua alma e enviou ao cardeal Péter Erdő, arcebispo de Budapeste-Esztergom, um telegrama de condolências. O funeral aconteceu no sábado, dia 22 de agosto, às 10h30, na Catedral de Santo Adalberto de Esztergom. Anteriormente, às 10h, as exéquias eram presididas pelo cardeal Erdő, que também fez a homilia; um rosário foi rezado diante do caixão do falecido cardeal. Concelebraram o Cardeal Stanisław Dziwisz, arcebispo de Cracóvia, Polônia; Cardeal Josip Bozanić, arcebispo de Zagreb, Croácia; Ivan Šaško, bispo-titular de Rotaria, bispo-auxiliar de Zagreb; Alberto Bottari de Castello, arcebispo titular de Oderazom, núncio apostólico na Hungria; vinte e um bispos e cerca de trezentos padres. Estiveram presentes o primeiro-ministro Viktor Orbán, representantes da vida pública, social e cultural, membros do corpo diplomático e representantes de igrejas irmãs. O sepultamento ocorreu na cripta da basílica da catedral metropolitana.

## Conclaves
- Conclave de 2005 - participou da eleição de Joseph Ratzinger como Papa Bento XVI.
- Conclave de 2013 - não participou da eleição de Jorge Mario Bergoglio como Papa Francisco, pois perdeu o direito ao voto em 8 de maio de 2007.